# هرمارینگن
هرمارینگن (به آلمانی: Hermaringen) یک شهر در آلمان است که در هایدنهایم واقع شده‌است. هرمارینگن ۲٬۳۰۸ نفر جمعیت دارد.